# Eibe Riedel

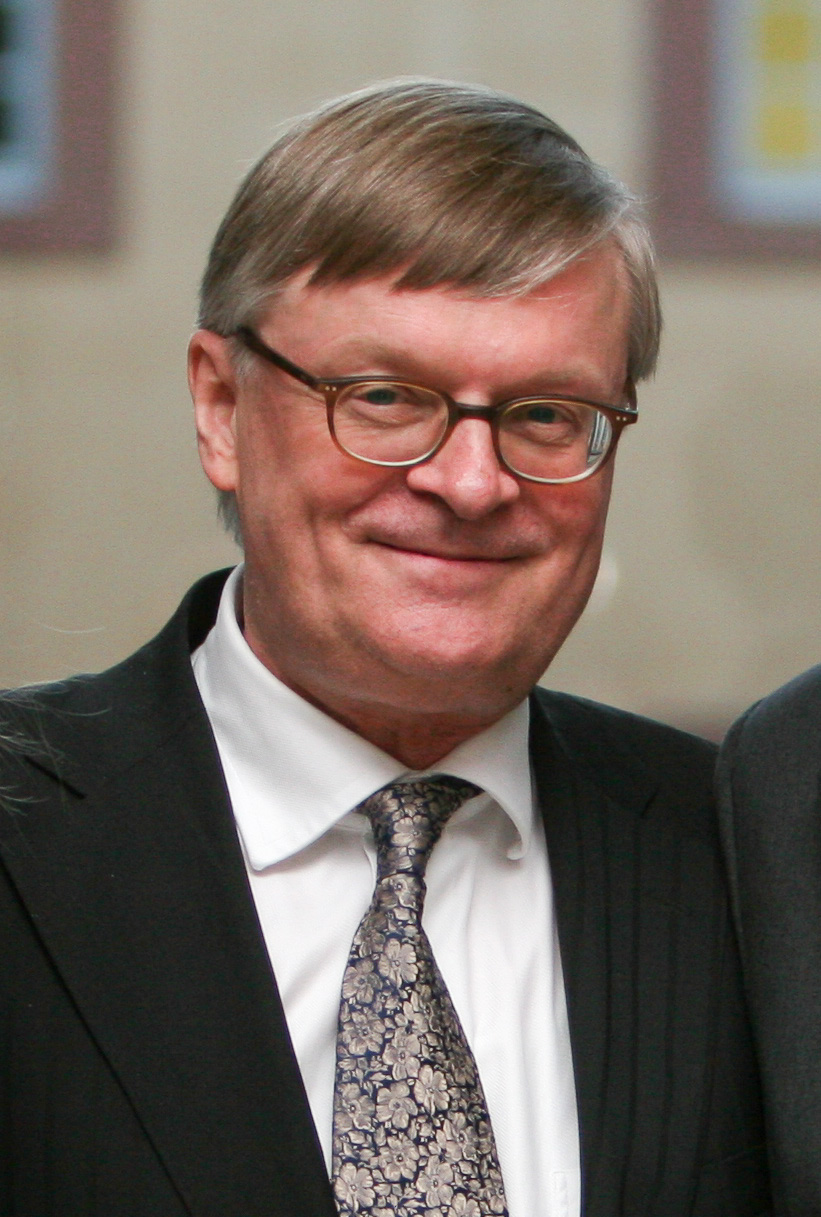
Eibe Riedel (2008)

Eibe Riedel (* 26. Januar 1943 in Zwittau) ist ein deutscher Professor für Öffentliches Recht, bekannt vor allem im Bereich Völkerrecht. Bis zu seiner Emeritierung am 31. Januar 2008 lehrte er an der Universität Mannheim und war dort Inhaber des Lehrstuhls für Deutsches und Ausländisches Öffentliches Recht, Völkerrecht und Europarecht.

## Leben
Riedel studierte nach dem Besuch der King’s College School in Wimbledon ab 1963 Rechtswissenschaft und Theologie an der Universität London, wo er 1967 den Bachelor of Laws und ein theologisches Zusatzexamen absolvierte. In diesem Jahr begann er ein Studium an der Christian-Albrechts-Universität, das er 1971 mit dem ersten Staatsexamen abschloss.
1974 promovierte er mit der Schrift „Kontrolle der Verwaltung im englischen Rechtssystem“, wofür er 1975 den Staatlichen Preis des Landes Schleswig-Holstein erhielt. Das zweite juristische Staatsexamen legte er im gleichen Jahr in Hamburg ab.
1983 habilitierte Riedel sich dann mit der Venia legendi für Öffentliches Recht. Thema seiner Habilitationsschrift war die „Theorie der Menschenrechtsstandards. Funktion, Wirkungsweise und Begründung wirtschaftlicher und sozialer Menschenrechte mit exemplarischer Darstellung der Rechte auf Eigentum und Arbeit in verschiedenen Rechtsordnungen“.
Ab 1983 war er Professor für Öffentliches Recht und Völkerrecht an der Universität Mainz, ab 1986 folgte er einem Ruf an die Philipps-Universität Marburg. Im Jahr 1993 erhielt er den Ruf an die Universität Mannheim, wo er bis zu seiner Emeritierung 2008 blieb.

## Weiteres
Seit 1993 war Riedel Mitglied im Vorstand der Deutschen Gesellschaft für Rechtsvergleichung, Fachgruppenleiter vergleichendes Öffentliches Recht und seit dem Jahr 1996 Mitglied der Deutschen UNESCO-Kommission. Von 1997 an bis heute ist er Mitglied des Ausschusses für wirtschaftliche, soziale und kulturelle Rechte der Vereinten Nationen in Genf, wo er seit einiger Zeit an der Universität Genf auch lehrt.
Riedel gilt als Experte im Völkerrecht und hat an zahlreichen Kommentaren, Lehrbüchern und Aufsätzen zu diesem Thema mitgewirkt.

## Ehrungen
- 2013: Verdienstkreuz 1. Klasse der Bundesrepublik Deutschland

## Veröffentlichungen (Auswahl)
- Kontrolle der Verwaltung im englischen Rechtssystem.  ine Darstellung der gerichtlichen und außergerichtlichen Kontrollen der Verwaltung, zugleich ein Erklärungsversuch für das Fehlen eines umfassenden Systems des öffentlichen Rechts in England (= Veröffentlichungen des Instituts für Internationales Recht an der Universität Kiel, Bd. 74). Duncker & Humblot, Berlin 1976, ISBN 3-428-03629-8 (Dissertation Universität Kiel).
- Theorie der Menschenrechtsstandards. Funktion, Wirkungsweise und Begründung wirtschaftlicher und sozialer Menschenrechte mit exemplarischer Darstellung der Rechte auf Eigentum und Arbeit in verschiedenen Rechtsordnungen (=  Veröffentlichungen des Instituts für Internationales Recht an der Universität Kiel, Bd. 94). Duncker & Humblot, Berlin 1986, ISBN 3-428-06104-7 (Habilitation Universität Kiel).
- (Hrsg.): Aufgabenverteilung und Finanzregimes im Verhältnis zwischen dem Zentralstaat und seinen Untereinheiten (= Arbeiten zur Rechtsvergleichung, Bd. 195). Nomos, Baden-Baden 2001, ISBN 3-7890-7081-5.
- (Hrsg.): Multimodaler Transport und Binnenschiffahrt (= Schriftenreihe des Instituts für Binnenschiffahrtsrecht, Bd. 3). Nomos, Baden-Baden 2001, ISBN 3-7890-7588-4.
- (Hrsg.): Binnen- und Seehäfen in Deutschland (= Zeitschrift für öffentliche und gemeinwirtschaftliche Unternehmen, Beiheft, Bd. 28). Nomos, Baden-Baden 2001, ISBN 3-7890-7587-6.
- (Hrsg.): Stocktaking in German public law. German reports on public law (= Beiträge zum ausländischen und vergleichenden öffentlichen Recht, Bd. 17). Nomos, Baden-Baden 2002, ISBN 3-7890-7901-4.
- (Hrsg.): Die Bedeutung von Verhandlungslösungen im Verwaltungsverfahren (=  Beiträge zum ausländischen und vergleichenden öffentlichen Recht, Bd. 19). Nomos, Baden-Baden 2002, ISBN 3-7890-8200-7.
- Die Universalität der Menschenrechte. Philosophische Grundlagen, nationale Gewährleistungen, internationale Garantien (= Veröffentlichungen des Walther-Schücking-Instituts für Internationales Recht an der Universität Kiel, Bd. 143). Duncker & Humblot, Berlin 2003, ISBN 3-428-10746-2.
- (Hrsg.): Neuere Entwicklungen im Einwanderungs- und Asylrecht. Verfassungs-, Völker- und Europarechtliche Aspekte (= Beiträge zum ausländischen und vergleichenden öffentlichen Recht, Bd. 23). Nomos, Baden-Baden 2004, ISBN 3-8329-0868-4.
- (Hrsg.): Staats- und verwaltungsrechtlliche Fragen zum Donauausbau (= Schriftenreihe des Instituts für Binnenschiffahrtsrecht, Bd. 5). Nomos, Baden-Baden 2005, ISBN 3-8329-1156-1.
- (Hrsg.): Rechtsprobleme bei der Havarie von Binnenschiffen (= Schriftenreihe des Instituts für Binnenschiffahrtsrecht, Bd. 6). Nomos, Baden-Baden 2006, ISBN 978-3-8329-1872-9.

- Gutachten zur Wirkung der internationalen Konvention über die Rechte von Menschen mit Behinderung und ihres Fakultativprotokolls auf das deutsche Schulsystem, Erstattet der Landesarbeitsgemeinschaft „Gemeinsam Leben“ Nordrhein-Westfalen[1]

Festschrift
- Dirk Hanschel u. a. (Hrsg.): Mensch und Recht. Festschrift für Eibe Riedel zum 70. Geburtstag (= Veröffentlichungen des Walther-Schücking-Instituts für Internationales Recht an der Universität Kiel, Bd. 183). Duncker & Humblot, Berlin 2013, ISBN 3-428-13933-X.